# Orde van de Ster van Oceanië

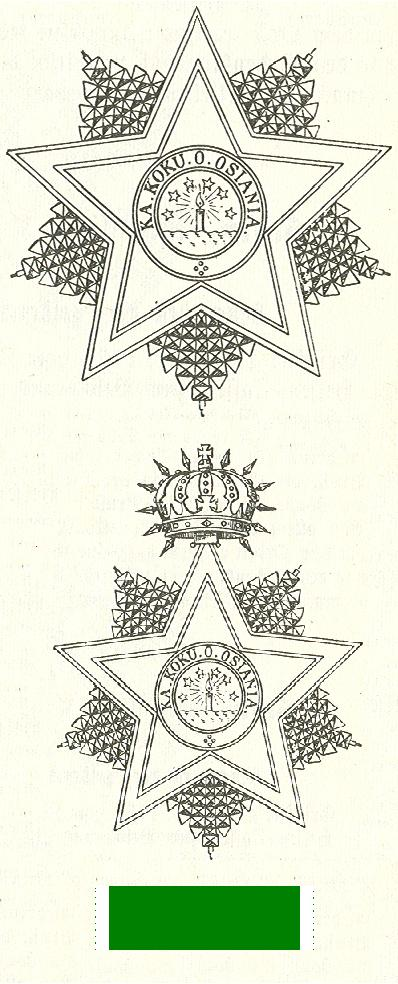
Ster, kruis en lint van de Orde van de Ster van Oceanië

De Koninklijke Orde van de Ster van Oceanië was een Hawaïaanse Ridderorde en werd op 16 december 1886 in Honolulu gesticht. Koning Kalakaua bepaalde dat hij de Grootmeester zou zijn van deze Orde die 15 grootkruisen, 30 grootofficieren, 45 commandeurs, 60 officieren en 75 leden zou tellen. Daarnaast waren er gouden en zilveren medailles. Benoemingen buiten Hawaï telden daarbij niet mee. Ook het aantal medailles was onbeperkt.
De Orde werd gesticht om verdienste voor de staat Hawaï, in het binnen- of buitenland te belonen.
Het kleinood van de Orde was een tweemaal goudgezoomde witte vijfpuntige ster met een medaillon met een boven golven uitstekende kaars en vijf gouden sterren op een halve cirkel daaromheen.
 Op de scharlakenrode band daaromheen staat "KA. KOKU.O.OSIANIA" (Hawaïaans voor:Kalakaua Koning van Oceanië").
De kroon is door een vierkant bandje met de bovenste punt van de ster verbonden.
De ster die de grootkruisen en grootofficieren op de borst dragen is gelijk aan het kleinood van de Orde, maar de kroon wordt weggelaten. Boven het kruis dient een gouden Hawaïaanse koningskroon met een scharlakenrode en witgeëmailleerde diadeem als verhoging. Rond de kroon zijn twaalf puntig geslepen edelstenen geplaatst. Bij het ridderkruis is steeds zilver in plaats van goud gebruikt. Het zijden lint van de Orde was groen met twee smalle witte biezen.

## De rangen en versierselen van de Orde
- Grootkruisen droegen een klein grootkruis ter grootte van een ridderkruis aan een groen lint met witte bies over de schouder en een ster van de Orde op de linkerborst.

De soeverein kon de Grootkruisen toestemming verlenen om het kruis van de Orde aan een keten te dragen. 
- Grootofficieren droegen een iets smaller grootlint over de schouder, maar zonder dat het grootkruis daaraan werd bevestigd. Zij droegen een iets kleinere ster op de linkerborst.
- Commandeurs droegen een iets kleiner juweel van de Orde aan een lint om de hals.
- Officieren droegen een nog iets kleiner juweel zonder lint op de linkerborst.
- Het, wederom iets kleinere, kleinood van de leden droeg men aan een lint van drie vingers breed op de linkerborst.
- De gouden en zilveren medailles, niet geëmailleerd maar verder gelijk aan de kleinodiën, werden aan een lint van de Orde op de linkerborst gedragen.

Op voordracht van het kapittel van de Orde kon de koning toestaan dat het juweel van de Orde aan een keten werd gedragen. De koning kon op alle bepalingen voor de Orde uitzonderingen maken.